# St. Lambertus (Brück)

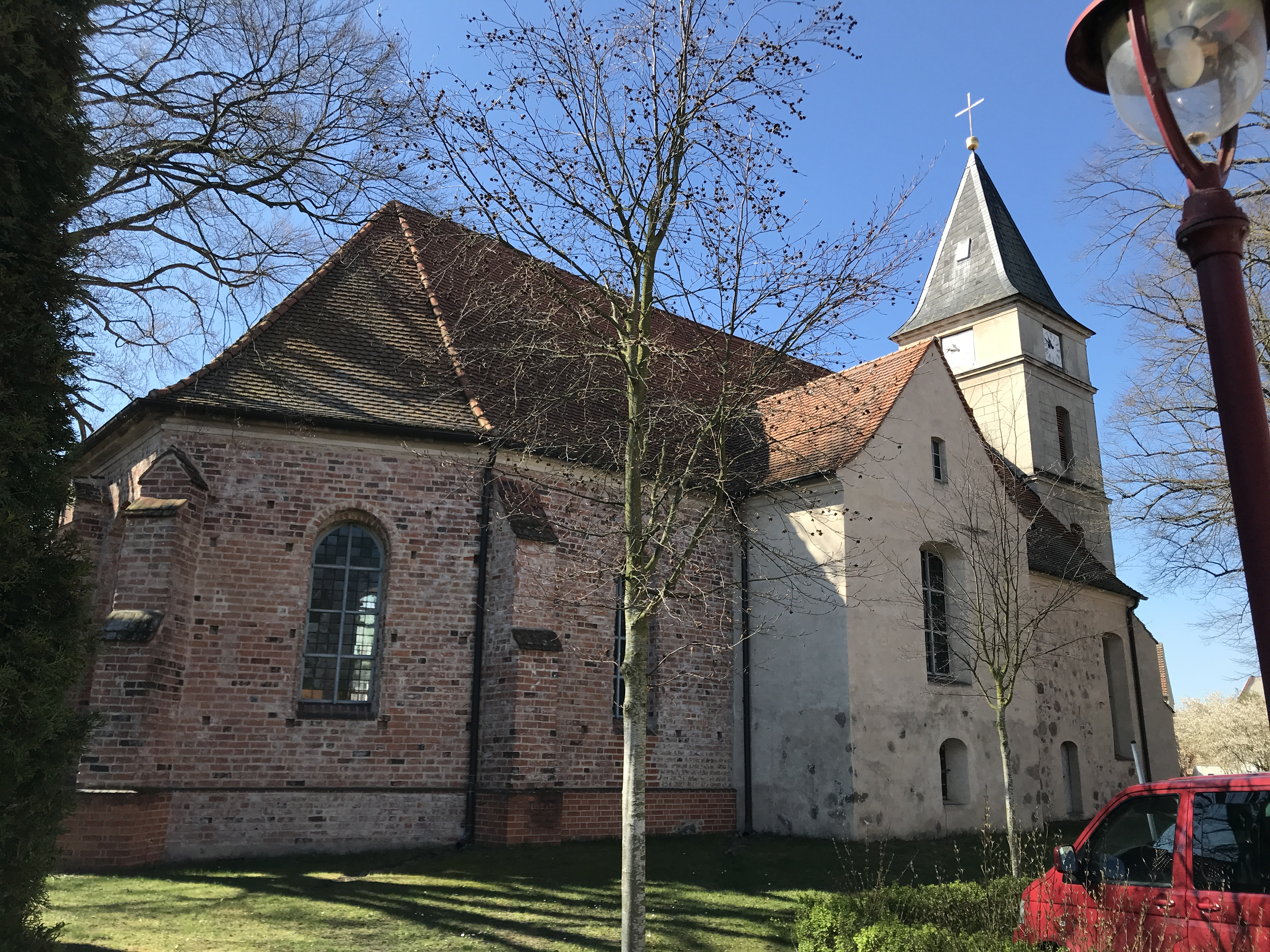
Stadtkirche St. Lambertus

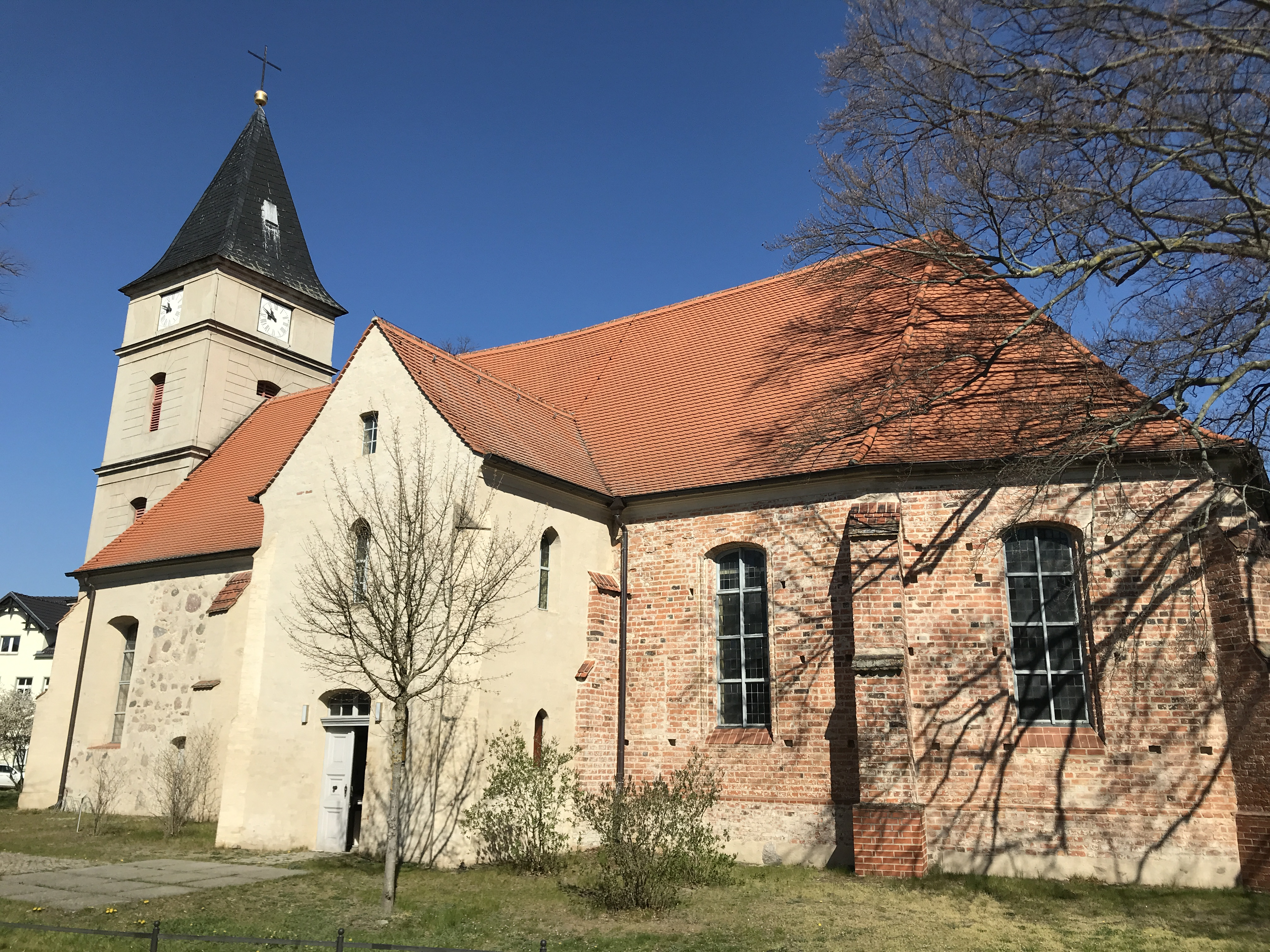
Ansicht von Süden

Die evangelische Stadtkirche St. Lambertus ist eine im Kern spätgotische Saalkirche in Brück, einer Stadt im Landkreis Potsdam-Mittelmark im Land Brandenburg. Die Kirchengemeinde gehört zum Kirchenkreis Mittelmark-Brandenburg der Evangelischen Kirche Berlin-Brandenburg-schlesische Oberlausitz. Sie ist ausweislich eines Matrikels aus dem Jahr 1575 nach dem Bischof von Maastricht Lambert von Lüttich benannt.

## Lage
Die Bundesstraße 246 führt von Südwesten kommend in nordöstlicher Richtung durch den historischen Ortskern. Dort zweigt die Mittelreihe nördlich der Bundesstraße ab und umspannt einen linsenförmigen Anger, auf dem die Kirche auf einem nicht eingefriedeten Grundstück steht. Dieses wurde bis 1810 als Friedhof genutzt.

## Geschichte
Die Gründung von Brück soll auf Flamen zurückgehen, die im Zuge der Deutschen Ostsiedlung in die Region kamen. Dies könnte auch ein Hinweis auf die Namensgebung der Kirche sein. Das Brandenburgische Landesamt für Denkmalpflege und Archäologische Landesmuseum (BLDAM) verweist darauf, dass die Kirche im Kern spätgotisch sei. Daher ist es sehr wahrscheinlich, dass es (mindestens?) einen Vorgängerbau gab. Die Kirchengemeinde geht davon aus, dass mit dem Wiederaufbau um das Jahr 1650 – und damit nach dem Dreißigjährigen Krieg – begonnen wurde und die Arbeiten rund 60 Jahre in Anspruch nahmen. Am 8. August 1764 kam es in der Stadt zu einem Brand, bei dem die Kirche erneut ausbrannte und der Kirchturm zerstört wurde. In knapp 12 Jahren wurde die Ruine beräumt und erneut aufgebaut.
Die Kirchweihe fand am 30. Juni 1776 statt. Am 9. März 1842 wurde der Grundstein für den neuen Turm gelegt. In einem früheren Zeitraum befand sich an der Außenwand östlich der Sakristei eine hölzerne Treppe. Sie wurde bei den Umbauarbeiten 1857 in den Innenraum gelegt, um mehr Platz für eine neue Orgel zu schaffen. 1915 erhielt die Kirche eine elektrische Beleuchtung, die 1933 erweitert wurde. 1929 kam eine elektrische Fußheizung in den vorderen Bänken hinzu, die 1960 erneuert wurde. 1955 wurde eine Tür zum ehemaligen Christenlehreraum vermauert, um Platz für ein Weltkriegsdenkmal zu schaffen. In den Jahren 1966/1967 erfolgte eine Restaurierung des Turmdachs, während 1976 das Dach des Kirchenschiffs neu eingedeckt wurde. Im Rahmen der Altstadtsanierung wurde das Bauwerk von 2005 bis 2010 grundlegend saniert.

## Baubeschreibung

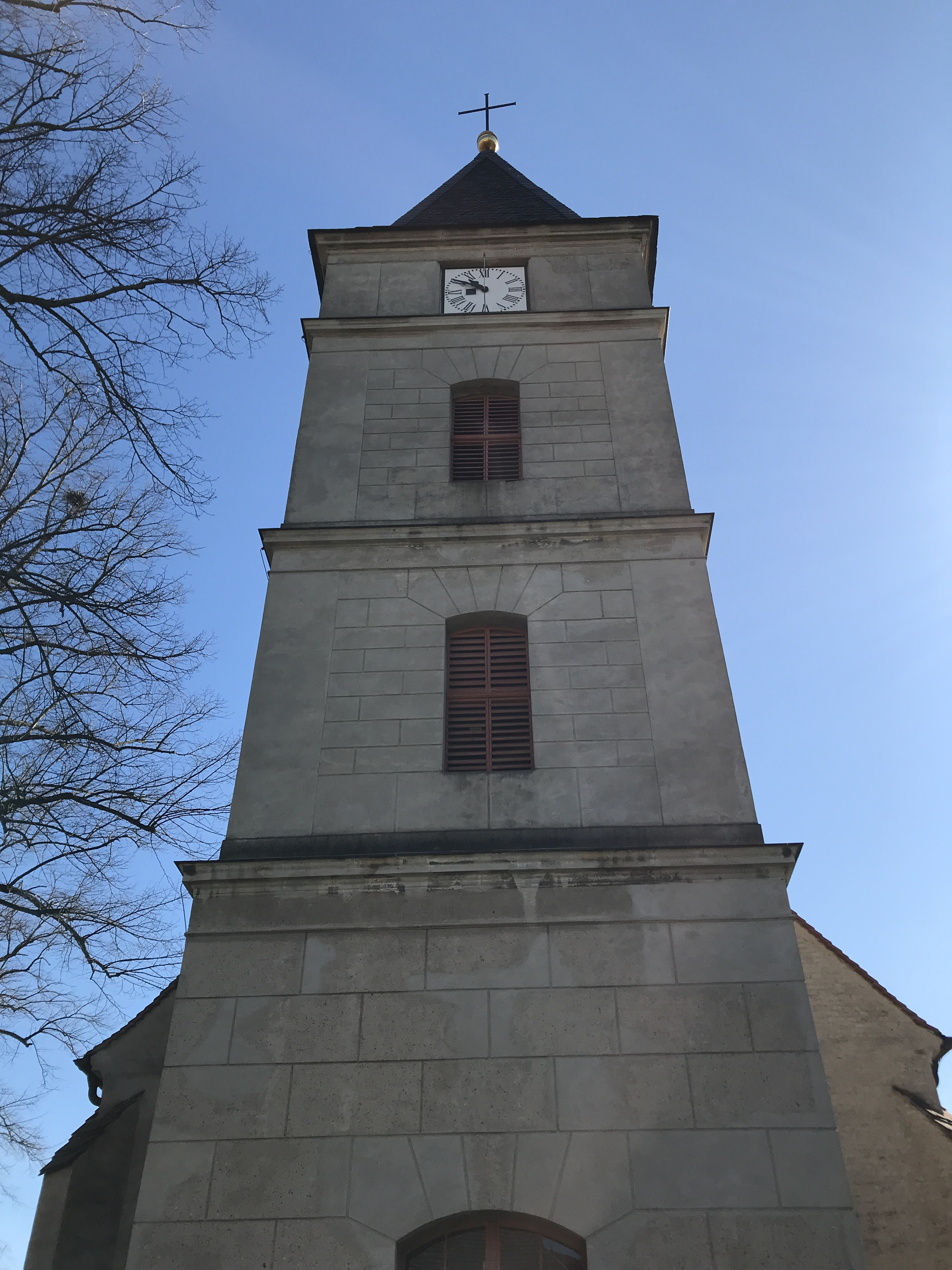
Ansicht von Westen

Das Bauwerk entstand im Wesentlichen aus Mauersteinen, die anschließend teilweise verputzt wurden. Weiterhin wurde Feldstein verwendet. Der Chor ist eingezogen und hat einen Fünfachtelschluss. Seine Wände werden durch zweifach getreppte Strebepfeiler an den Ecken stabilisiert. Am Chorschluss ist mittig ein weiterer Strebepfeiler. Dazwischen sind zwei, an den übrigen Wandseiten jeweils ein großes und rundbogenförmiges Fenster. Der Chor trägt ein schlichtes Satteldach, das zu den Chorseiten hin abgewalmt ist.
Daran schließt sich das Kirchenschiff an, das in Form einer Basilika errichtet wurde. Am südlichen, niedrigeren Arm befindet sich der Haupteingang mit einer Vorhalle, am nördlichen, ebenfalls niedrigeren Arm die Sakristei. Sie kann durch eine schlichte, rundbogenförmige Pforte von Westen aus betreten werden. An der Nordseite ist mittig ein großes, gedrückt-segmentbogenförmiges Fenster, darunter ein deutlich kleineres. Im Giebel ist ein weiteres, ebenfalls deutlich kleineres Fenster. An der nach Westen verbleibenden Langwand ist zunächst eine kleine Pforte, gefolgt von einem großen und ebenfalls gedrückt-segmentbogenförmigen Fenster. An der Nordwestecke ist ein weiterer, zweifach getreppter Strebepfeiler; an der Westwand im Giebel ein kleines Fenster. Die Südseite wird durch die bereits erwähnte Vorhalle dominiert. Dort ist nach Süden hin eine große Pforte, darüber ein kleines, spitzbogenförmiges Fenster sowie im Giebel ein kleines hochrechteckiges Fenster. Seitlich sind an der West- und Ostseite weitere Fenster. Der verbleibende Teil der Landwand auf der südlichen Seite wird durch einen mittig angebrachten Strebepfeiler in zwei Bereiche geteilt. Östlich ist ein großes Fenster, westlich eine weitere Pforte sowie ein weiteres Fenster. Auch die Südwestecke ist mit einem Strebepfeiler stabilisiert.
Im Westen schließt sich der quadratische und stark eingezogene Kirchturm mit einer Breite und Tiefe von sechs Metern an. Er kann durch eine gedrückt-segmentbogenförmige Pforte von Westen her betreten werden. Im unteren geschoss sind an der Nord- und Südseite je ein kleines und hochrechteckiges Fenster. Darüber folgt ein Gesims mit einem weiteren Geschoss, in dem an den drei zugänglichen Seiten je eine Klangarkade verbaut wurde. Oberhalb eines weiteren Gesims folgt ein Geschoss mit kleinen Fenstern, darüber ist an jeder Seite eine Turmuhr. Der 32 m hohe Turm selbst schließt mit einem Pyramidendach mit Turmkugel und Kreuz ab.
Die Hufeisenempore stammt aus dem Ende des 18. Jahrhunderts. Das Bauwerk trägt im Innern eine Holzbalkendecke. Der Innenraum ist 30,5 m lang und einschließlich der Arme 12 m breit. Seine lichte Höhe beträgt sieben Meter.

## Ausstattung

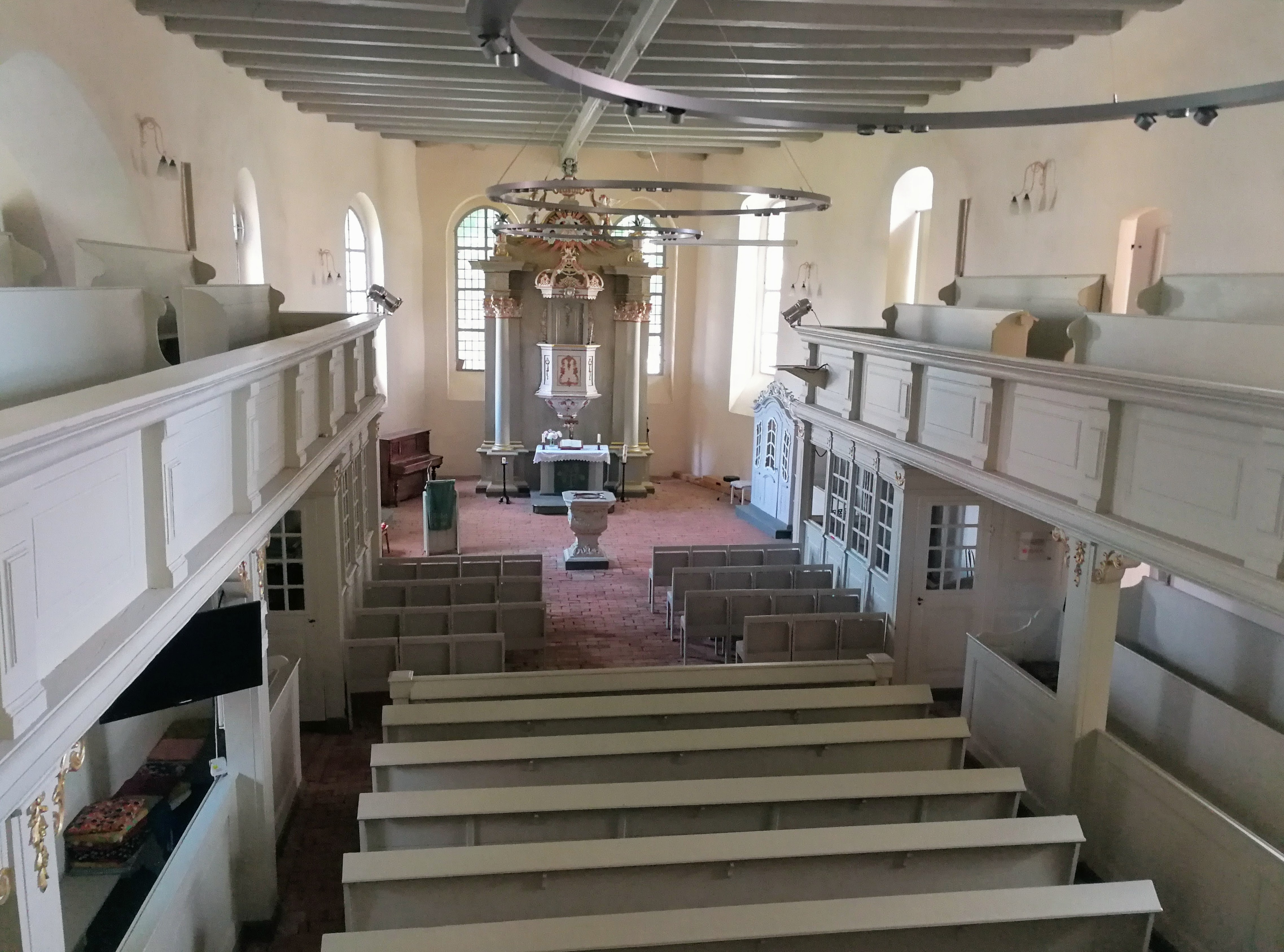
Innenraum

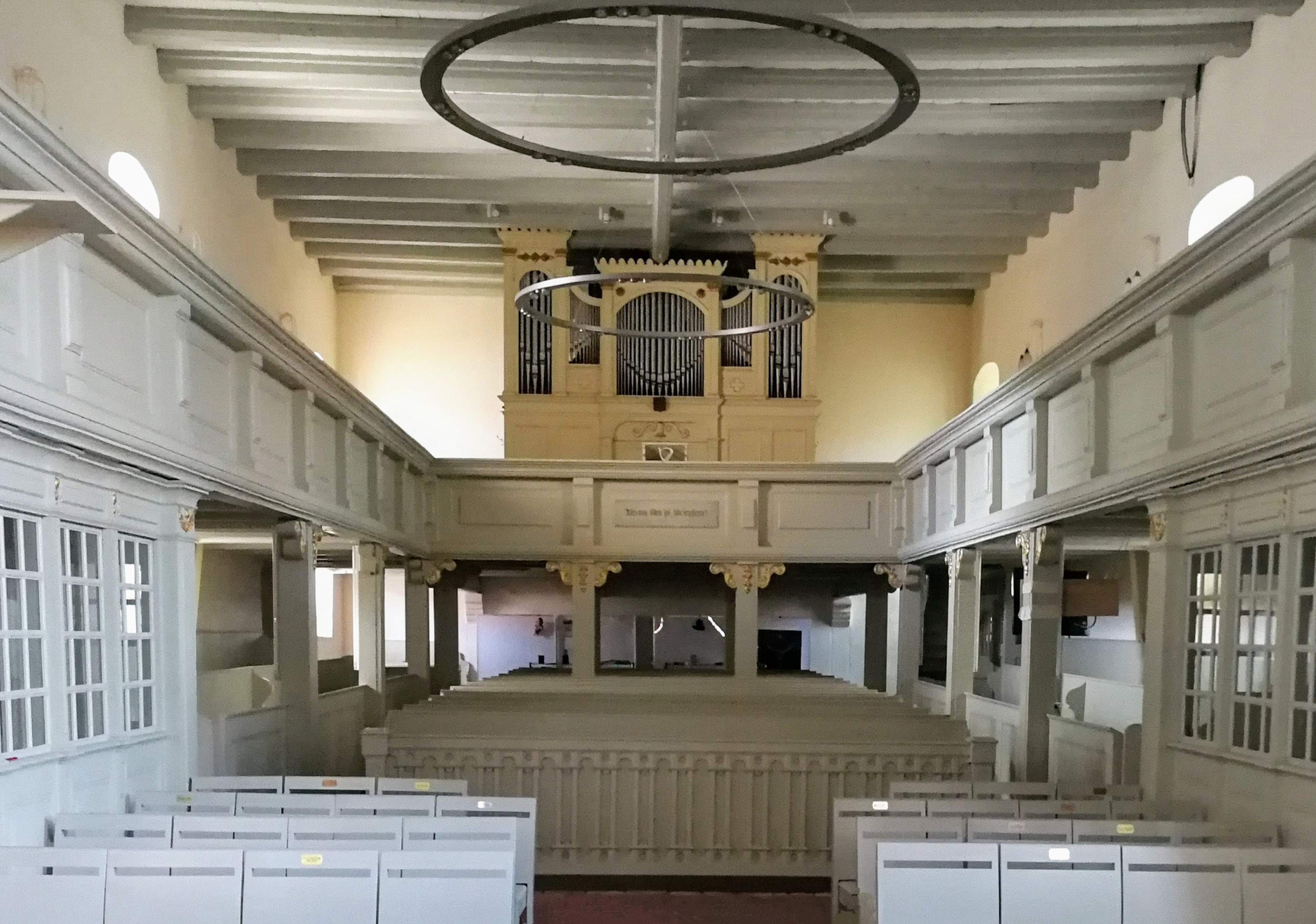
Blick zur Orgel

Die Kirchenausstattung stammt einheitlich aus dem Jahr 1776 und wurde in spätbarocken Formen erstellt, die mit klassizistischen Elementen durchsetzt sind. Der Kanzelaltar besitzt einen polygonalen Kanzelkorb; darüber ein kronenartiger Schalldeckel, beides zwischen hölzernen Säulen, die auf eine Strahlensonne zuführen, die mit Putten und Vasen verziert sind. Das Kruzifix stammt aus dem Jahr 1899, ebenso zwei Altarleuchter.
Die achteckige Fünte wurde aus Stein gearbeitet und ist bei einem Durchmesser von 90 cm rund 1,20 m hoch. Die dazu passende Taufschale aus Zinn trägt die Inschrift: „Müller, Brück renoviert durch den Enkel Friedrich Heinze zum Reformationsfest 1881“.
Ein Abendmahlskelch stammt inschriftlich aus dem Jahr 1652; ein zweiter gotischer Kelch konnte bislang nicht genauer bestimmt werden. Beide Gegenstände befinden sich  nicht in der Kirche, sondern im Dommuseum in Brandenburg an der Havel.
Im Jahr 1880 erwarb die Kirchengemeinde von Friedrich Wilhelm Lobbes eine neue Orgel, die 1927 mit einem elektrischen Gebläse ausgestattet wurde. Sie umfasst 14 Register, die auf zwei Manuale und das Pedal verteilt sind. Instandsetzungen erfolgten zuletzt 1975 und 1992 durch den Mitteldeutschen Orgelbau A. Voigt und Alexander Schuke Potsdam Orgelbau.
Von den drei Glocken wurden die beiden kleineren beim Brand 1749 vernichtet. Die größte Glocke mit einem Gewicht von rund 400 kg wurde nach Rottstock verkauft und ging dort im Ersten Weltkrieg als Metallspende des deutschen Volkes verloren. Im südlichen Arm der Kirche hing zu dieser Zeit eine kleine Glocke, die einen Sprung bekam. Im Jahr 1841 wurde sie vom Glockengießer Eduard Senke in Wittenberg umgegossen und dabei vergrößert. Sie ging ebenfalls im Ersten Weltkrieg verloren. Die dritte Glocke ging 1919 an die Gemeinde Linthe, nachdem die Kirchengemeinde ein neues, dreiteiliges Geläut aus Stahl der Firma J. F. Weule aus Bockenem beschafft hatte. Die größte Glocke hat einen Durchmesser von 101 cm und wiegt 472 kg. Sie trägt die Inschrift: „Ehre sei Gott in der Höhe“ und hat den Schlagton h. Die mittlere Glocke mit einem Durchmesser von 85 cm und einem Gewicht von 308 kg trägt die Inschrift „Friede auf Erden“ und hat den Schlagton d. Die kleinste Glocke besitzt einen Durchmesser von 73 cm und hat ein Gewicht von 176 kg. Sie trägt die Inschrift „Brück 1919“ sowie „Den Menschen ein Wohlgefallen“ und hat den Schlagton „f“.